# Verwaltungsgemeinschaft Nesseaue
Die Verwaltungsgemeinschaft Nesseaue liegt in Thüringen im Landkreis Gotha, nordöstlich der Kreisstadt Gotha. Sie umfasst neun Gemeinden. Der Verwaltungssitz ist Friemar. Der Name der Verwaltungsgemeinschaft bezieht sich auf den Fluss Nesse.
Die Verwaltungsgemeinschaftsvorsitzende ist seit dem 1. April 2020 Birte Kalmring.

## Die Gemeinden
- Bienstädt
- Eschenbergen
- Friemar
- Molschleben
- Nottleben
- Pferdingsleben
- Tröchtelborn
- Tüttleben
- Zimmernsupra

## Geschichte
Die Verwaltungsgemeinschaft wurde am 9. April 1992 gegründet.